# Parmotrema larense
Parmotrema larense är en lavart som beskrevs av López-Fig. Parmotrema larense ingår i släktet Parmotrema och familjen Parmeliaceae.   Inga underarter finns listade i Catalogue of Life.